# Lise Bourdin
Lise Bourdin, nome d'arte di Louise Marie Odette Bourdin-Perrier (Néris-les-Bains, 30 novembre 1925), è un'attrice francese di cinema, molto attiva in Italia durante gli anni cinquanta.
È la sorella di Roland Bourdin, animatore e drammaturgo radiofonico, amministratore dell'Orchestre de Paris e occasionalmente anche attore.

## Filmografia

### Cinema
- Scandalo ai Campi Elisi (Scandale aux Champs-Élysées), regia di Roger Blanc (1949) - non accreditata
- Les Mémoires de la vache Yolande, regia di Ernst Neubach (1951)
- I figli dell'amore (Les Enfants de l'amour), regia di Léonide Moguy (1953)
- Scuola elementare, regia di Alberto Lattuada (1954)
- La donna del fiume, regia di Mario Soldati (1955)
- Gli ultimi cinque minuti, regia di Giuseppe Amato (1955)
- La ladra, regia di Mario Bonnard (1955)
- Disperato addio, regia di Lionello De Felice (1955)
- La riva delle tre giunche (La Rivière des trois jonques), regia di André Pergament (1957)
- Arianna (Love in the Afternoon), regia di Billy Wilder (1957)
- C'est une fille de Paname, regia di Henri Lepage (1957)
- Le signore preferiscono il mambo (Ces Dames préfèrent le mambo), regia di Bernard Borderie (1957)
- ...und abends in die Scala, regia di Erik Ode (1958)
- La legge m'incolpa (Quai des illusions), regia di Émile Couzinet (1959)
- Fra due trincee (The Last Blitzkrieg), regia di Arthur Dreifuss (1959)

### Televisione
- Sherlock Holmes - serie TV, episodio 1x34 (1955)

## Doppiatrici italiane
- Lydia Simoneschi in La ladra, Disperato addio
- Dhia Cristiani in Scuola elementare
- Rita Savagnone in La legge m'incolpa